# Бадија (Месина)
Бадија је насеље у Италији у округу Месина, региону Сицилија.
Према процени из 2011. у насељу је живело 52 становника. Насеље се налази на надморској висини од 351 м.